# Brownfield (1964)
Brownfield (1964) — метеорит-хондрит масою 4100 грам.